# Agriades macromargarita
Agriades macromargarita är en fjärilsart som beskrevs av Ruggero Verity 1926. Agriades macromargarita ingår i släktet Agriades och familjen juvelvingar. Inga underarter finns listade i Catalogue of Life.